# Бургтанн
Бургтанн (нем. Burgthann) — община в Германии, в Республике Бавария.
Подчиняется административному округу Средняя Франкония. Входит в состав района Нюрнбергер-Ланд. Население составляет 11 216 человек (на 31 декабря 2010 года). Занимает площадь 39,19 км². 
Региональный шифр — 09 5 74 117. Местные регистрационные номера транспортных средств (коды автомобильных номеров) (Kraftfahrzeugkennzeichen) — LAU.
Община подразделяется на 15 сельских округов.

## Население
По оценке на 31 декабря 2015 года население общины составляет 11 279 человек.
| Дата      | 1840 | 1871 | 1900 | 1925 | 1939 | 1950 | 1961 | 1970 | 1987 | 2011  |
| --------- | ---- | ---- | ---- | ---- | ---- | ---- | ---- | ---- | ---- | ----- |
| Население | 2547 | 2468 | 2454 | 2657 | 3043 | 4496 | 5118 | 6681 | 9029 | 11217 |

| Год       | 1960 | 1970 | 1980 | 1990 | 2000  | 2009  | 2010  | 2011  | 2012  | 2013  | 2014  | 2015  |
| --------- | ---- | ---- | ---- | ---- | ----- | ----- | ----- | ----- | ----- | ----- | ----- | ----- |
| Население | 5300 | 6793 | 8478 | 9796 | 11362 | 11228 | 11216 | 11188 | 11197 | 11121 | 11093 | 11279 |